# Grzegorz Prącik
Grzegorz Prącik (Krakkó, 1923. október 23. – Krakkó, 2013. július 2.) lengyel nemzetközi labdarúgó-játékvezető.

## Pályafutása

### Nemzetközi játékvezetés
A Lengyel labdarúgó-szövetség Játékvezető Bizottsága (JB) terjesztette fel nemzetközi játékvezetőnek, a Nemzetközi Labdarúgó-szövetség (FIFA) 1960-tól tartotta nyilván bírói keretében. Több nemzetek közötti válogatott és klubmérkőzést vezetett, vagy működő társának partbíróként segített. Az aktív nemzetközi játékvezetéstől 1963-ban  búcsúzott.

## Külső hivatkozások
- Grzegorz Prącik. World Referee. [2012. szeptember 26-i dátummal az eredetiből archiválva]. (Hozzáférés: 2013. január 18.)
- Grzegorz Prącik. footballzz.com. (Hozzáférés: 2013. január 18.)